# Видигульфо
Видигульфо (итал. Vidigulfo) — коммуна в Италии, находится в регионе Ломбардия, подчиняется административному центру Павия.
Население составляет 6526 человек, плотность населения составляет 406,57 чел./км². Занимает площадь 15 км². Почтовый индекс — 27018. Телефонный код — 0382.
В коммуне 8 сентября особо празднуется Рождество Пресвятой Богородицы.